# Zilvermos
Zilvermos (Bryum argenteum) is een mossoort uit het geslacht knikmos (Bryum). Het heeft katjesachtige, zilverwit bebladerde stengeltjes en een zeer algemeen voorkomen op antropogene standplaatsen als trottoirs en perrons. Ook op natuurlijke standplaatsen vestigt het zich. Zo is het een vroege kolonist van bijvoorbeeld drooggevallen, ontziltende zandplaten en polders. Ook kleine, geïsoleerde plekjes als de vlaaien van Schotse hooglanders in heideterreinen op de Veluwe worden bezet. Sporenkapsels komen algemeen voor.

## Determinatie
Uiterlijke kenmerken
Zilvermos is een onvertakte of dichotome plant van 0,5–1,5 cm lang. De eivormige bladeren worden geleidelijk smaller en overlappen elkaar gedeeltelijk als de dakpannen. De nerven overschrijden nauwelijks het midden van het blad. De soort is in droge toestand zilvergroen of witachtig groen van kleur. Dit komt doordat de breed eivormige enkele blaadjes in de punt geen chlorofyl vormen. 
Op vochtige, ongestoorde locaties kunnen de takken ook een meer horizontale groeiwijze gaan vormen. 
Het heeft een groot vermogen om droogte en vervuiling van stedelijke omgevingen te verdragen. Het wordt beschouwd als een uitdrogingstolerante soort die bestand is tegen totale uitdroging. Hoewel het een algemeen kenmerk is bij mossen, was het zilvermos een van de eerste mossen waarvan experimenteel werd vastgesteld dat ze tolerant waren voor uitdroging.
Microscopische kenmerken
De bovenste cellen van het bladoppervlak zijn langwerpig, ruitvormig. De sporenkapsel van de sporofyt is kort cilindrisch, lijkt breder aan de basis en is donkerrood tot zwart gekleurd.

## Ecologie
Het gedijt in gebieden met een hoge antropogene activiteit, groeit op rotsen, in gaten van straatstenen, op asfalt en langs bermen. Het groeit vooral goed in binnensteden of in industriegebieden. Omdat het een nitrofiele soort is, wordt het ook aangetroffen op eutrofe bodems in stedelijke gebieden. Het groeit zowel tussen gazons als in andere mosgemeenschappen. De soort wordt vaak verspreid door vegetatieve fragmenten die zich vastklampen aan de schoenen van mensen en aan de voeten of hoeven van dieren.

### Syntaxonomie
Zilvermos staat te boek als kensoort voor de associatie van vetmuur en zilvermos (Bryo-Saginetum). Maar ook als kensoort voor de smaragdsteeltjes-klasse (Psoretea decipientis).

## Verspreiding
Zilvermos heeft een kosmopolitische verspreiding en op grote schaal verspreid over het noordelijk halfrond. Het is het overvloedig van de vlakte tot de sneeuwgrens. Het groeit in Europa, Noord-Amerika, de woestijnen van Australië en op Antarctica. 

## Foto's

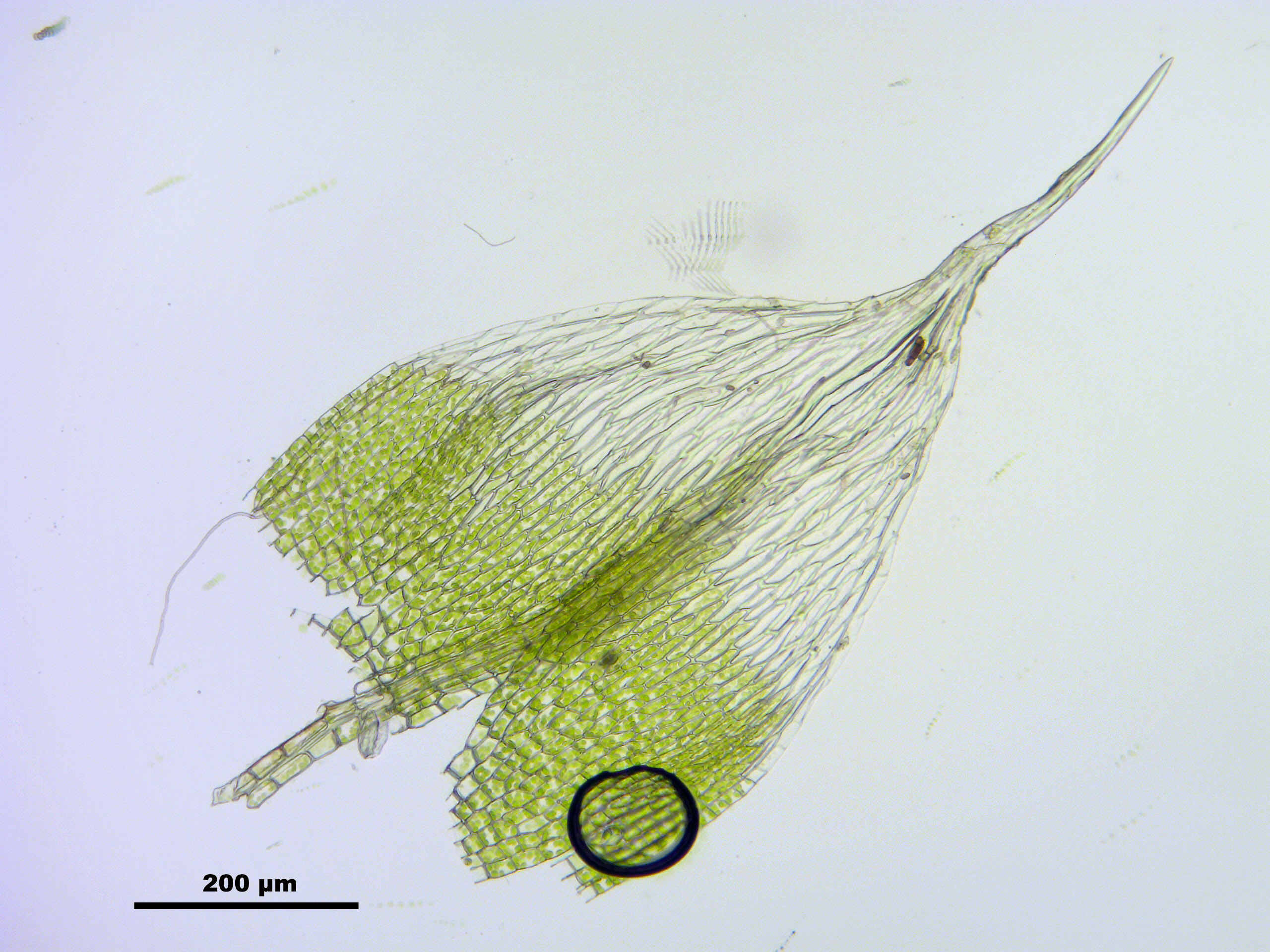
Blad
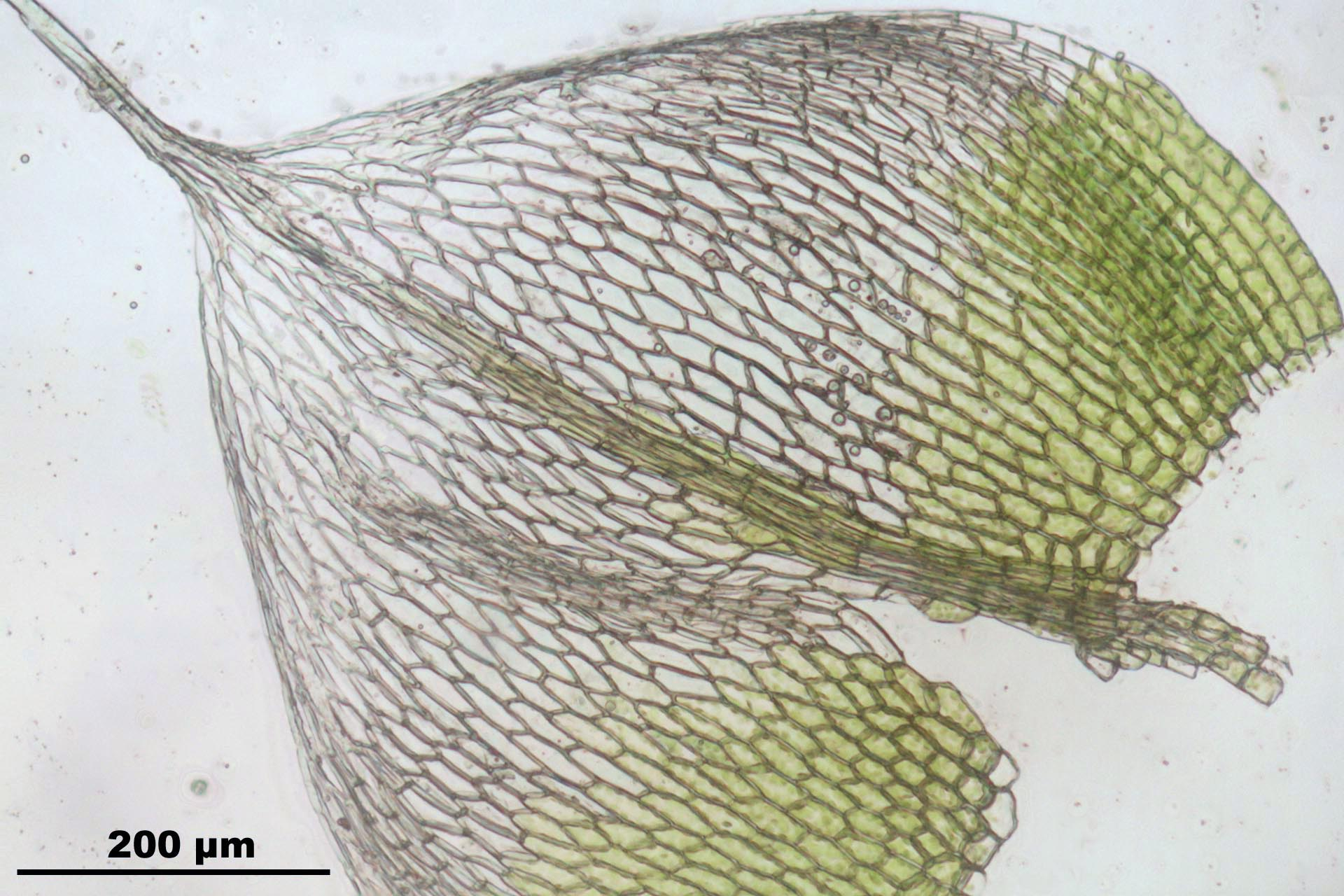
Blad
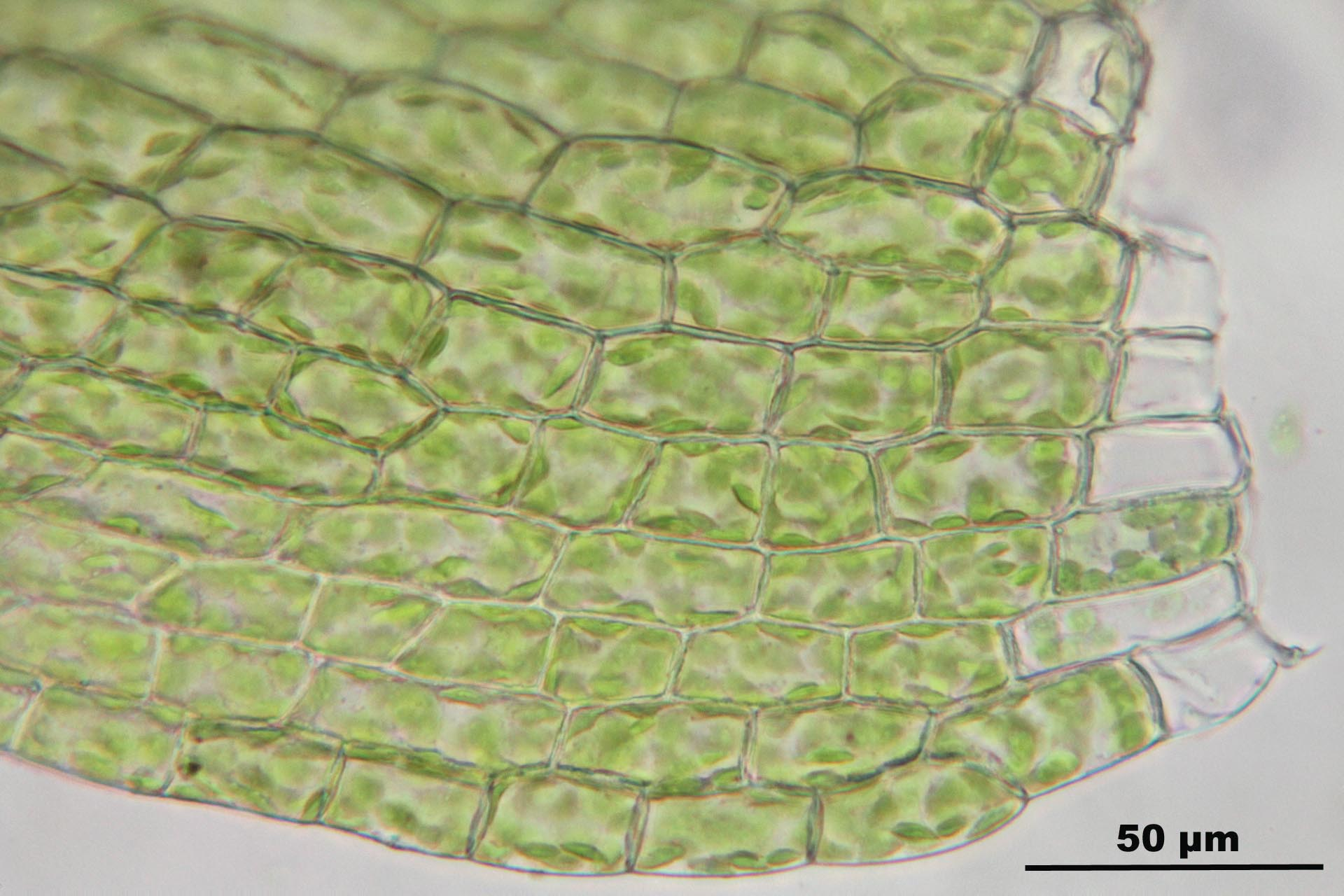
Bladcellen bladvoet
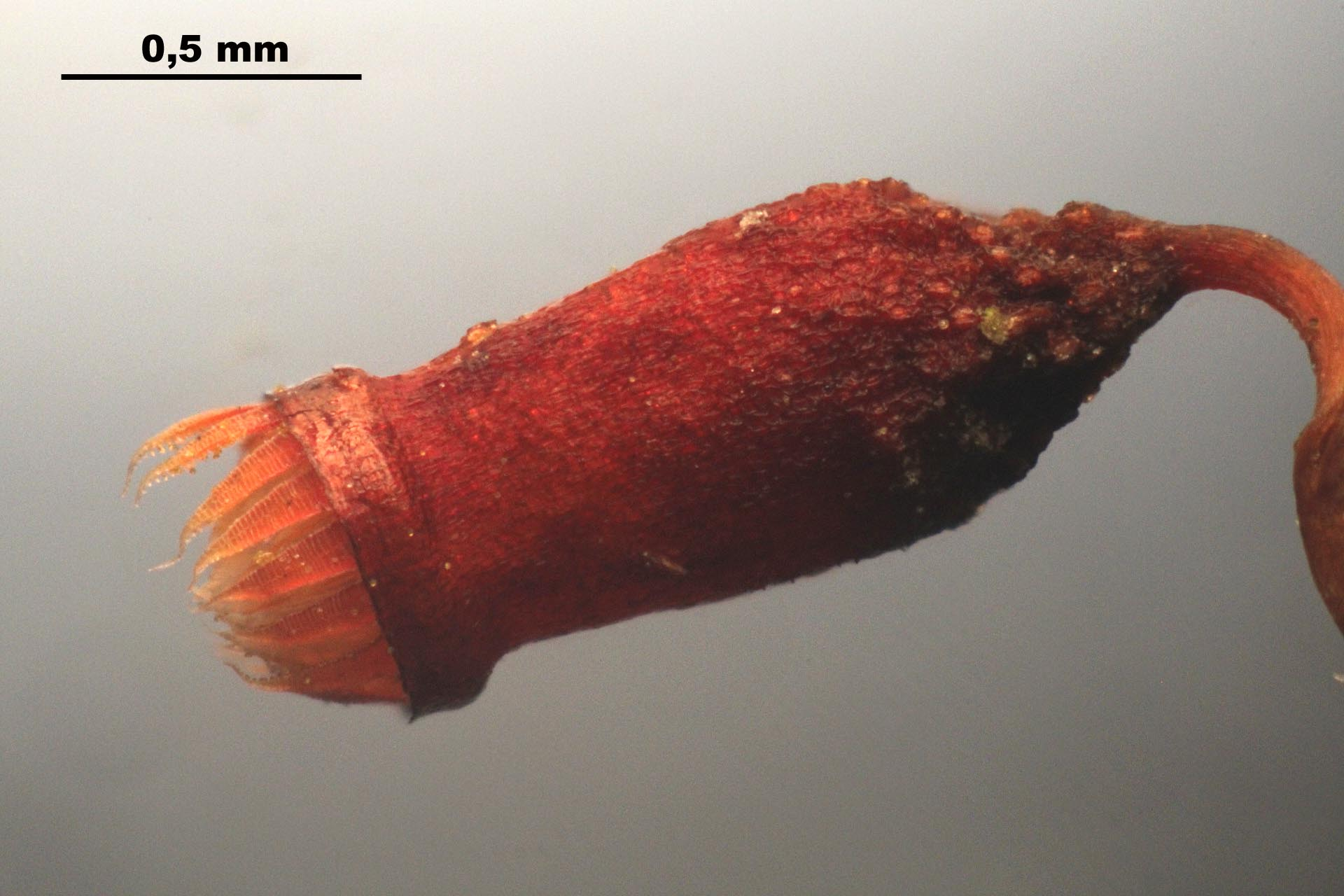
Sporenkapsel zonder deksel
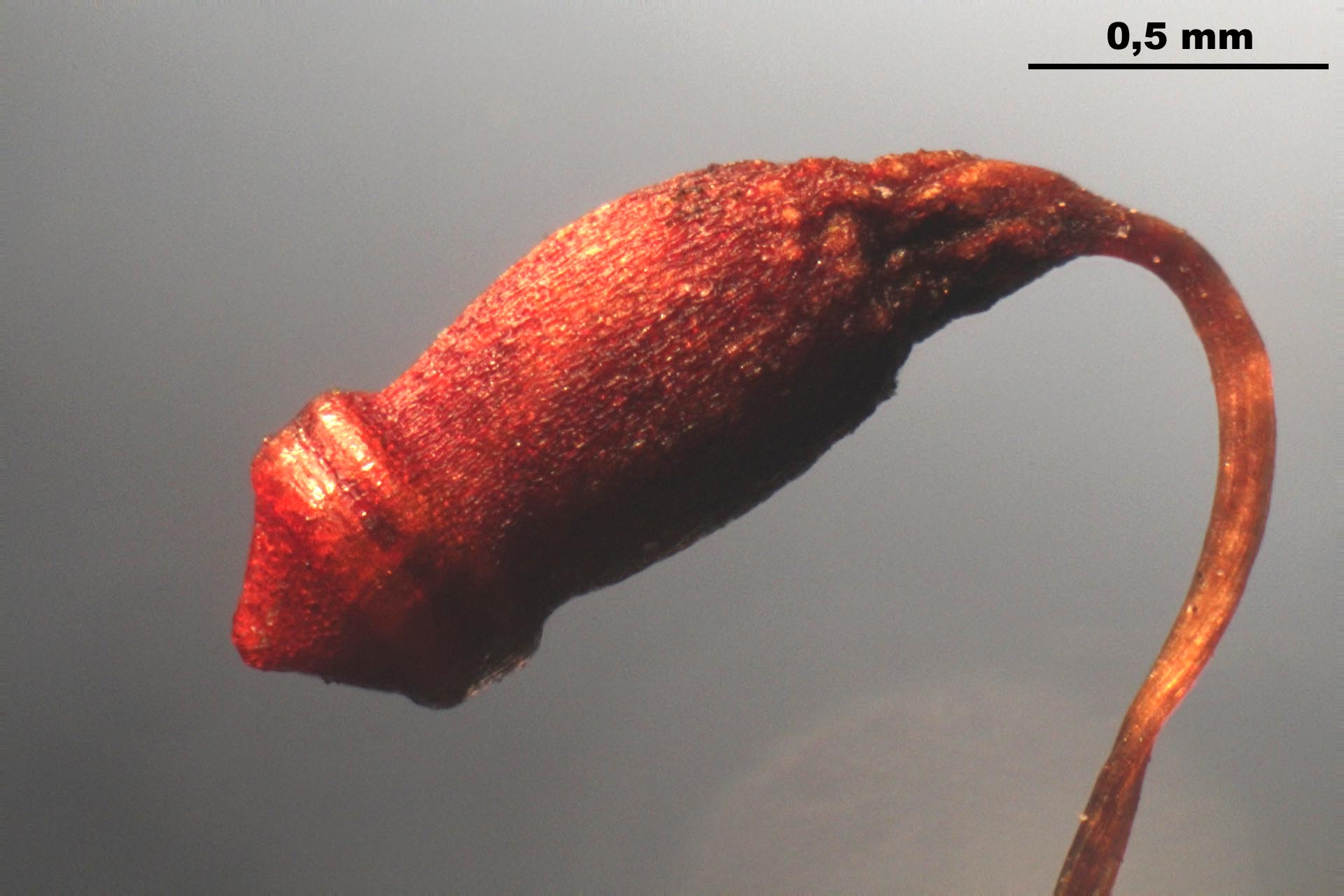
Sporenkapsel met deksel
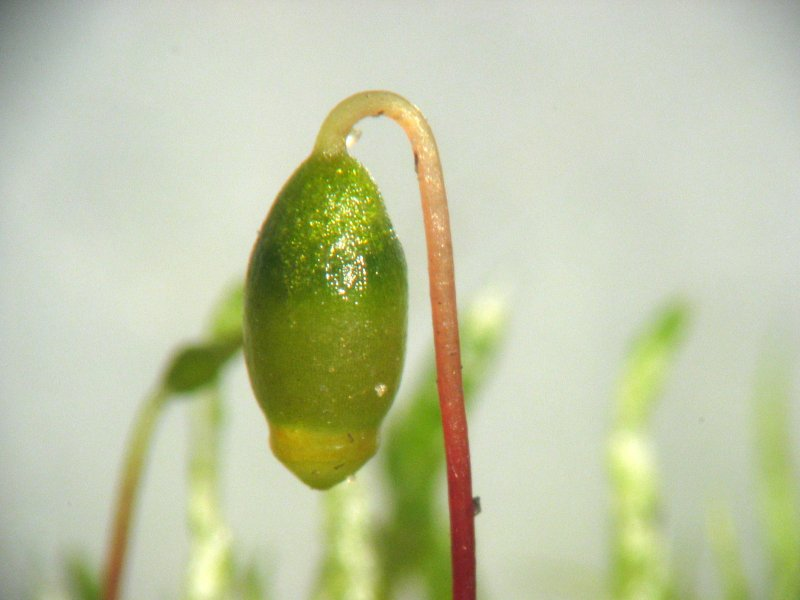
Sorogon
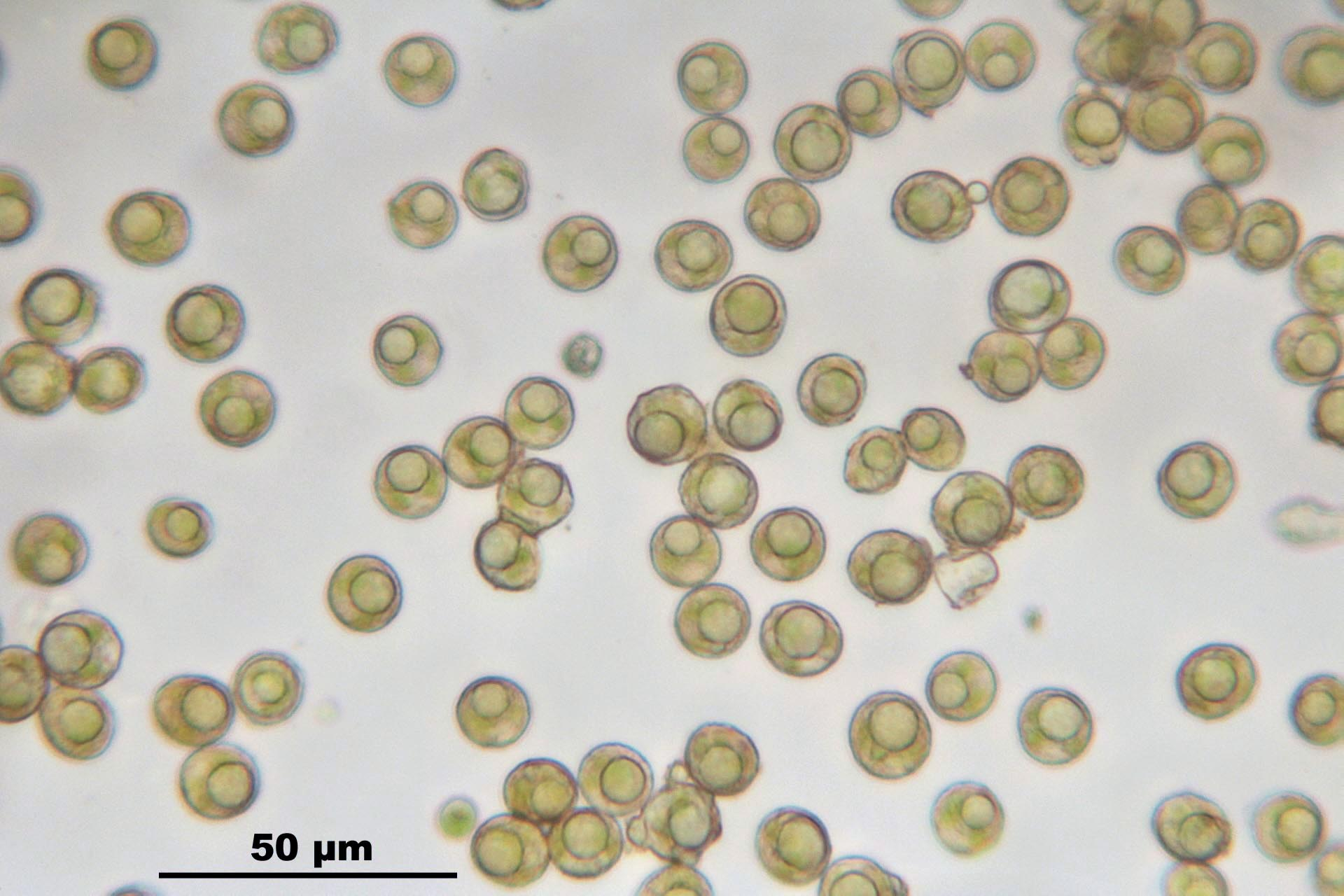
Sporen